# (8122) Holbein
(8122) Holbein (4038 P-L) – planetoida z pasa głównego asteroid okrążająca Słońce w ciągu 3,67 lat w średniej odległości 2,38 au. Odkryta 24 września 1960 roku.